# No-Budget-Film
Ein No-Budget-Film [noʊˌbʌdʒɪtfɪlm] (dt.: Film ohne Budget) bezeichnet einen abendfüllenden Spielfilm oder einen Kurzfilm, der mit einem möglichst geringen Budget realisiert wurde. Die Filmemacher arbeiten meistens als Autor-Regisseur, Produzent und Aufnahmeleiter in Personalunion und weitestgehend ohne Filmstab. In Abgrenzung zum Low-Budget-Film liegt einer No-Budget-Produktion in der Regel keine Gewinnerzielungsabsicht zugrunde.

## Filme und Entwicklung
Zu den ersten von der Filmkritik beachteten No-Budget-Filmen gehören die einzelnen Teile der Apu-Trilogie (1955–1959) von Satyajit Ray. Der erste Teil Apus Weg ins Leben: Auf der Straße (Pather Panchali, 1955) kostete nur 150.000 Rs (etwa 3.000 US-Dollar), hauptsächlich weil der Filmstab aus Amateuren bestand. Die drei Filme werden heute zu den besten Filmen der Filmgeschichte gezählt. 1960 veröffentlichte Ron Rice den Schwarzweißfilm The Flower Thief mit Taylor Mead in der Hauptrolle. Die Produktionskosten beliefen sich auf weniger als 1.000 US-Dollar; als Filmmaterial wurden 16-mm-Kassetten der Luftaufklärung aus Beständen des Zweiten Weltkriegs verwendet. In den frühen 1960er Jahren verwendete Filmemacher Jack Smith ausrangierte Diafilme, um seinen No-Budget-Klassiker Flaming Creatures (1963) zu drehen. John Waters’ Hag in a Black Leather Jacket (1964) wird nachgesagt, er habe nur 30 US-Dollar gekostet, während Flick Skin von Craig Baldwin ebenfalls gänzlich mit gebrauchtem Filmmaterial gedreht wurde. Die Bewegung des No Wave Cinema in den späten 1970er Jahren, repräsentiert durch Filmemacher wie Vivienne Dick, brachte einige beachtliche No-Budget-Filme in Super 8 hervor wie etwa Beauty Becomes The Beast (1979).

## Veröffentlichung
No-Budget-Filme werden hauptsächlich auf Filmfestivals wie dem Flicker Film Festival in Los Angeles, The 8 Fest in Toronto und dem reisenden Festival Trasharama A-Go-Go in Australien gezeigt sowie im Internet über Streaming-Plattformen verbreitet. In Deutschland laufen No-Budget-Filme auf dem Internationalen Kurzfilm-Festival Hamburg oder bei den Independent Days in Karlsruhe. Viele Regisseure präsentieren ihre Filme außerdem in Bars und Clubs oder beteiligen sich an sogenannten Do-it-yourself-Vorstellungen.